# Милко Попчев
Милко Йорданов Попчев е български шахматист, международен майстор от 1987 г. и гросмайстор от 1998 г.
Попчев има над 5 участия на шампионата на България по шахмат, сред които 5-о място през 1985 г. (Равен брой точки с Димитър Дончев, Йордан Григоров, Венцислав Инкьов и по-лоши допълнителни коефициенти).
Участва на две шахматни олимпиади – в Манила през 1992 и в Елиста през 1998, като в Елиста се нарежда на 4-то място в индивидуалното класиране.

## Участия на шахматни олимпиади
| Година | Организатор | Отбор    | Класиране (отборно)               | Дъска         |
| 1992   | Манила      | България | 19                                | Втора резерва |
| 1998   | Елиста      | България | 17 (отборно), 4-ти (индивидуално) | Втора резерва |